# Pedro Petrone
Petro Petrone, född 11 maj 1905, död 13 december 1964, var en fotbollsspelare från Uruguay. Han hade en anfallsposition och deltog bland annat i Uruguays trupp i VM 1930 där laget vann guld. Han vann också två Sydamerikanska mästerskap (flest gjorda mål under bägge turneringarna), samt två Olympiska guld.

## Spelarbiografi
Petrone spelade i större delen av sin karriär i Uruguay för Nacional, men efter sin medverkan i VM 1930 flyttade han till den italienska fotbollsklubben Fiorentina den 6 augusti 1931. Han var känd för sitt kraftfulla skott och snabbhet - han kunde springa 100 meter på 11 sekunder. Smeknamnet Artillero betyder artilleristen på spanska (l'artillero på italienska) och syftar på hans kraftfulla skott. Övergångssumman från Nacional till Fiorentina var 30.000 pund och lönen var 2000 pund, en summa som var dubbelt så hög som statstjänstemän tjänade då. I säsongen 1931–32 blev Petrone Serie As meste målskytt med 25 mål på 27 matcher (Fiorentina gjorde totalt 54 mål under säsongen). Under den andra säsongen blev det meningsskiljaktigheter mellan Petrone och tränaren Felsner, som ville att Petrone skulle spela som högermittfältare. Petrone lämnade Fiorentina under en vågad flykt i natten den 24 mars 1933. När han återvände till Nacional gjorde han 30 mål på 20 matcher.

## Meriter

### Inom landslag
- Vinnare av Copa América: 1923, 1924, (silvermedalj 1927)
- Vinnare av Olympiska spelen: 1924, 1928
- Vinnare Världsmästerskapet i fotboll: 1930

### Inom klubblag
Nacional
- Primera División (ligasegrare): 1924 och 1933

### Individuella utmärkelser
- Skyttekung i Serie A säsongen 1931–32 (25 mål)

## Trivia
- Petrone började sin fotbollskarriär i Solferino Montevideo - som målvakt. Det var först när en lagkamrat blev skadad som Petrone fick hoppa in i anfallet där han visade upp sina fotbollskunskaper.
- Petrone blev meste målskytt under fyra nationella turneringar som han deltog i: Copa América 1923, 1924 och 1927 samt i OS 1924.
- Petrone var två dagar före 19:e födelsedagen då han mottog sin guldmedalj; yngste guldmedaljören i den olympiska fotbollshistorien (2010)
- Utöver de Fifa-ledda matcherna spelade Petrone totalt 80 landslagsmatcher och gjorde 36 mål.
- Petrone kom till Italien utan fotbollsskor. Han gick runt i flera butiker i Florens för att hitta ett par skor som passade utan resultat. Fiorentinas ledning telegraferade till Nacional och begärde att man skulle skicka Petrones skor. Under ett besök i Bologna hittade man till slut ett par skor som passade honom.
- Petrone startade ett häststall som fick namnet "Fiorentina" i Montevideo när han återvände 1933.